# 藤原延子 (藤原頼宗女)
藤原 延子（ふじわら の えんし/のぶこ、長和5年（1016年）- 嘉保2年6月15日（1095年7月19日））は平安時代中期の女性。右大臣・藤原頼宗の次女。母は藤原伊周の娘。後朱雀天皇の女御。麗景殿を局とし、麗景殿女御または高倉女御といわれた。

## 経歴
長久3年（1042年）3月26日、後朱雀天皇のもとに入内、女御となる。寛徳2年（1045年）1月、後朱雀天皇は譲位、2日後に崩御するが、延子は同年4月に正子内親王を産む。正子内親王は天喜6年（1058年）から延久元年（1069年）まで斎院となった。永承5年（1050年）1月5日従二位。延久5年（1073年）5月12日に落飾。嘉保2年（1095年）6月15日、80歳で薨去。